# Vidalia eritima
Vidalia eritima es una especie de insecto del género Vidalia de la familia Tephritidae del orden Diptera.

## Historia
Han y Wang la describieron científicamente por primera vez en el año 1994.